# Jōji Yanami
Jōji Yanami (八奈見 乗児 Yanami Jōji), nacido bajo el nombre Shigemitsu Shirato (白土 繁満 Shirato Shigemitsu) (Fushun, República de China, 30 de agosto de 1931 - Tokio, Japón, 3 de diciembre de 2021) fue un actor y seiyū japonés nacido en China. Es reconocido, entre otros trabajos, por sus participaciones en series como Dragon Ball, Cutie Honey, Cyborg 009, Gegege no Kitarō, Norakuro-Kun, y Mazinger Z. Su tipo de sangre es A.

## Papeles interpretados

### Anime
- Anmitsu Hime como Hikozaemon Abekawa
- Ashita no Joe como Tonkichi, Kawabata (ep 13) y Suzuki (ep 60)
- Bikkuriman como Super Zeus
- Botchan como Akashatsu
- Calimero (1972) como el Profesor Búho
- Capitán Harlock como el Doctor Zero y el Primer Ministro
- City Hunter 2 como Takeda
- Cutie Honey (1973) como el Profesor Kisaragi
- Cyborg 009 (1968) como el Doctor Isaac Gilmore
- Cyborg 009 (1979) como Dankan, el Gobernador, Rigera, Thomas y Washihana
- Cooking Papa como Yoshioka
- D.Gray-man como Arystar Krory I
- Detective Conan como Ten'ei
- Devilman como Pochi
- Digimon Adventure como Gennai
- Digimon Adventure 02 como Gennai
- Digimon Tamers como Xuanwumon
- Digimon Xros Wars como Karatenmon
- Dororon Enma-kun como Yamamori
- Dragon Ball como el Dr. Brief, el Dr. Frappe, Kame Sennin (sólo ep 137), Mousse y el Narrador
- Dragon Ball GT como el Kaiō del Norte y el Narrador
- Dragon Ball GT: Gokū Gaiden! Yūki no akashi wa Sì Xīngqiú como el Narrador
- Dragon Ball Z como Babidi, el Doctor Brief, el Narrador y el Kaiō del Norte
- Dragon Ball Z: Tatta hitori no saishū kessen como el Narrador
- Dragon Ball Z: Zetsubō e no hankō!! como el Narrador
- Dragon Ball Z Kai como el Doctor Brief, el Kaiō del Norte y el Narrador
- El Galáctico como el Profesor Asistente Dodge
- El mago de Oz como el General Guph
- El osito Misha como el Oficial Todo
- El Puño de la Estrella del Norte como Erari
- Fatal Fury 2: La Nueva Batalla como Jubei Yamada
- GeGeGe no Kitarō (1971) como Ittan Momen
- GeGeGe no Kitarō (1985) como Ittan Momen y Gangi-Kozou
- GeGeGe no Kitarō (1996) como Ido-Sennin
- GeGeGe no Kitarō (2007) como Ittan Momen
- Ghost Sweeper Mikami como Anciano
- Go! Anpanman como Don Ki Hotate
- Hanaukyo Maid-tai como Hokusai Hanaukyo
- InuYasha como Tōtōsai
- Irresponsable capitán Tylor como el Doctor Kitaguchi
- Jet Marte como Tawashi
- Kamui, el Ninja Desertor como Hougyou
- Kannagi como Dokusasori-Sensei
- Kinnikuman como Ingen
- Kiteretsu como Taihei
- Kyojin no Hoshi como Ban Chuuta
- La pequeña Memole como el abuelo de Mónica
- La ranita Demetan como Toshigo Tatsunoo
- Los Moomin como Binchi
- Lupin III: Otakara Henkyaku Daisakusen!! como Mark Williams
- Lupin III: Parte II como Danchone y Guinness
- Lupin III: Parte III como el Profesor Yanagi y Shogun Reputoru
- Magical Angel Creamy Mami como Baribari
- Mazinger Z como el Profesor Gennosuke Yumi
- Nils no Fushigi na Tabi como Ten
- Norakuro-Kun como Norayama Kurokichi
- One Piece como Boodle y Gan Fall
- Osomatsu-kun como Tou-san
- Ranma ½ como Anciano (ep. 79) y Harumaki
- Ruy, el pequeño Cid como Holle
- Super Agente Cobra como Jingoro
- Saint Seiya como El Abuelo de Ellen
- Stop!! Hibari-kun! como Ibari Ōzora
- Time Bokan como Grocky
- Time Bokan: Time Patrol-Tai Otasukeman como Sekobitchi
- Time Bokan: Yattodetaman como Julie Kokematsu
- Time Bokan: Zendaman como Topokke
- Tritón de los mares como Ippei
- UFO Robo Grendizer como el Doctor Umon y el Emperador Vega
- Urusei Yatsura como el Demonio de la Piscina
- Yatterman (1997) como Boyakki
- Yatterman (2008) como Boyakki, Kosuinen y Le Onabura Dabenki

### OVAs[citarequerida]
- Bastard!! como el Rey de Metallicana
- Dragon Ball: Ossu! Kaette kita Son Gokū to nakamatachi!! como el Narrador
- Dragon Ball Z Gaiden: Saiyajin Zetsumetsu Keikaku como el Doctor Brief, el Kaiō del Norte y el Narrador
- Dream Hunter REM como el Mayordomo
- InuYasha: Kuroi Tessaiga como Tōtōsai
- Kekko Kamen como Satan no Ashi no Tsume
- Legend of the Galactic Heroes como Gerlach
- Mazinkaiser como el Profesor Gennosuke Yumi
- Mazinkaiser: Shitou! Ankoku Daishogun como el Profesor Gennosuke Yumi
- Moldiver como el Profesor Amagi
- Salamander como Latis Cabinet Minister A
- Time Bokan: Royal Rrevival como Boyakki, Dasainen, Demoke Yakovitch, Grocky, Kokematsu y Kosuinen
- TwinBee Paradise como el Doctor Mardock

### Películas
- Capitán Harlock: El Misterio de La Arcadia como el Doctor Zero y el Primer Ministro
- Capitán Harlock: Mi Juventud en la Arcadia, Camino al Infinito SSX como el Doctor Ban
- Crayon Shin-chan 4: Aventuras en Henderland como el Espíritu del Triunfo
- Cyborg 009: Kaijuu Sensou como el Doctor Isaac Gilmore
- Cyborg 009 2: Legend of SuperStar como el Doctor Cosmo
- Digimon Adventure: Our War Game! como Gennai
- Doraemon 22: Doraemon en el mágico mundo de las aves como el Primer Ministro Ootaka
- Dragon Ball (1, 2, 3 y 4) como el Narrador
- Dragon Ball Z (1, 2, 6, 7 y 10) como el Narrador
- Dragon Ball Z (4 y 8) como el Doctor Brief, el Kaiō del Norte y el Narrador
- Dragon Ball Z (9 y 12) como el Kaiō del Norte y el Narrador
- Dragon Ball Z: La batalla de los dioses como el Doctor Brief, el Kaiō del Norte y el Narrador
- Dragon Ball Z 3: Chikyū marugoto chōkessen como el Kaiō del Norte
- Fatal Fury: The Motion Picture como Jubei Yamada
- Gegege no Kitarō: ¡Colisión! La gran rebelión de los Yōkai multidimensionales como Ittan Momen
- Gegege no Kitarō (1985) como Ittan Momen
- Gegege no Kitarō: ¡El ejército Yōkai más poderoso! Desembarco en Japón!! como Ittan Momen
- Gegege no Kitarō: El gran monstruo marino como Ido-Sennin
- Gegege no Kitarō: La gran guerra Yōkai como Ittan Momen
- Gegege no Kitarō: Theater Edition GeGeGe no Kitarō: Japan Explodes!! como Ittan Momen
- Getter Robo como el Emperador Burai
- Great Mazinger tai Getter Robot G: Kuchu Daigekitotsu como Benkei Kuruma
- Great Mazinger vs. UFO Robot Grendizer como el Doctor Umon
- Hokuto no Ken: Shin Kyuuseishu Densetsu como Galf
- InuYasha 3: La espada conquistadora como Tōtōsai
- Kinnikuman: Daiabare! Segi Chōjin como Horumon Yaaki
- La Isla del Tesoro (1971) como el Barón/Danshaku
- Lupin III: Adiós a Nostradamus como Philip
- Mazinger Z tai Ankoku Daishougun como el Profesor Gennosuke Yumi
- Mazinger Z vs. Devilman como el Profesor Gennosuke Yumi y Pochi
- Mazinger Vs Dr.Hell como el Profesor Gennosuke Yumi
- Nausicaä del Valle del Viento como Gikkuri
- One Piece 6: Baron Omatsuri and the Secret Island como Kerodake
- The Wizard of Oz como Tinman
- UFO Robot Grendizer, Getter Robo G, Great Mazinger Kessen! Daikaijuu como el Doctor Umon y el Profesor Yumi
- Yatterman (1977 y 2009) como Boyakki

### Drama CD
- Dragon Quest IV como Brey

### Videojuegos
- Ape Escape como el Profesor/Hakase
- Tales of Destiny como Laville Clemente
- Jikkyo Oshaberi Parodius como el narrador

### Doblaje
- Beast Wars como Seaclamp
- Cars como Fillmore
- Las tortugas ninja como Splinter

## Música
- Interpretó, junto con Mayumi Tanaka, Yōko Sōmi y Reiko Kiuchi, el ending del anime Bikkuriman: Atchi no Sekai wa Hotchitchi.[3]
- Para la serie Yatterman cantó en compañía de Noriko Ohara y Kazuya Tatekabe los endings: Tensai Dorobo y Doronbo no Shiraake. En la versión de esta serie de 2008, volvieron a interpretar el primer cierre bajo el nombre Tensai Dorobo '08.[4][5]